# Bishop’s Caundle
Bishop’s Caundle – wieś w Anglii, w hrabstwie Dorset, w dystrykcie (unitary authority) Dorset. Leży 24 km na północ od miasta Dorchester i 174 km na zachód od Londynu. W 2001 miejscowość liczyła 369 mieszkańców.